# Арнолд III фон Щайн
Арнолд III фон Щайн (на немски: Arnold III von Stein; † сл. 1296) е господар на Щайн и на Елзлоо в Лимбург, Нидерландия. Той е рицар и господар на Щайн 1263/1293 г.
Той е единственият син на Арнолд II фон Щайн-Елзлоо († сл. 1274) и съпругата му Елизабет фон Лимбург-Моншау († сл. 1265), дъщеря на Валрам II фон Моншау († 1242) и графиня Елизабет фон Бар († 1262).

## Фамилия
Арнолд III фон Щайн се жени за фон Фалкенбург, дъщеря на Дитрих II фон Фалкенбург († 1268) и Алайдис фон Лоон (* ок. 1242). Те имат децата:
- Елизабет фон Щайн († сл. 1323), омъжена за Вилхелм II фон Кранендонк († 1321)
- Йоланда фон Елзлоо
- Арнолд IV фон Щайн († сл. 1331), господар на Елзлоо, Гоуде и Борн, женен I. за фон Борн, II. за Маргарета ван Ренесе († сл. 1329); от първия брак баща на 5 деца: между тях:
  - Йохана фон Кесених († 21 февруари 1361), омъжена I. 1330 г. за Хайнрих фон Райфершайд-Бедбург († 1340), внук на Йохан I фон Райфершайд-Бедбург († 1254) и син на Йохан II фон Райфершайд и Бедбург, майор на Кьолн († 1317) и Кунигунда фон Вирнебург († 1328), II. между 17 май и 12 октомври 1348 г. за Готхард/Готфрид фон Нойенар († сл. 15 февруари 1369), син на Йохан I фон Нойенар-Зафенберг († сл. 1306) и Агнес фон Керпен